# Narciso Garay Díaz

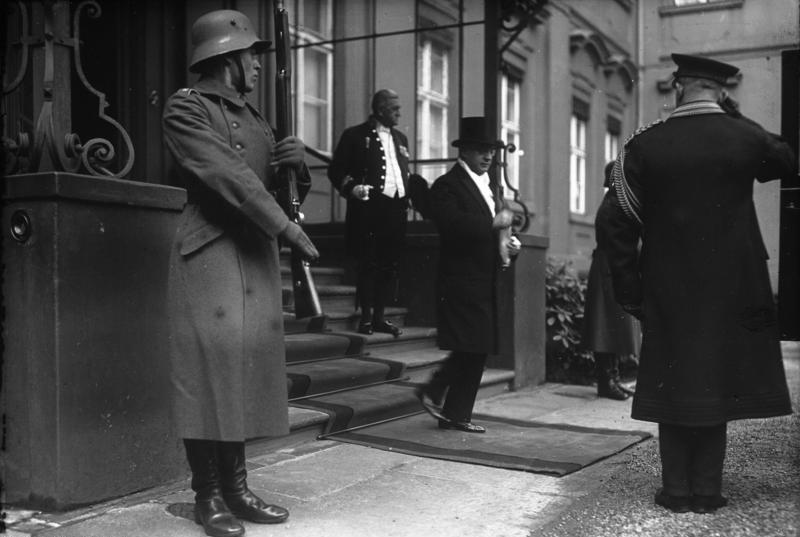
Narciso Garay, der Gesandte Panamas, verlässt das Reichspräsidentenpalais (1929, Quelle: Bundesarchiv)

Narciso Garay Díaz (* 12. Juni 1876 in Panama-Stadt; † 27. März 1953 ebenda) war ein panamaischer Komponist, Violinist, Musikwissenschaftler und Diplomat.

## Leben und Werk
Narciso Garay wurde 1876 als Sohn des bedeutenden kolumbianischen Malers Epifanio Garay in dem damals noch Kolumbien zugehörigen Panama-Stadt geboren. Er ging zunächst mit seinen Eltern nach Paris und absolvierte dort die Grundschule. 1883 trat er in Paris in eine Ecole Comerciale ein. Als seine Eltern nach Südamerika zurückkehrten, studierte Narciso Garay ab 1885 am Instituto Musical in Cartagena und in Bogotá Violine. Er setzte diese Studien von 1897 bis 1898 am Conservatoire royal de Musique de Bruxelles fort. Von 1899 bis 1900 studierte er Komposition bei Vincent d’Indy an der Schola Cantorum in Paris und von 1902 bis 1903 bei Gabriel Fauré in höheren Kursen des Pariser Konservatoriums.
Von 1904 bis 1918 leitete er die neugegründete Escuela Nacional de Música in Panama. Später war Narciso Garay für Panama im diplomatischen Dienst tätig.
Narciso Garay wirkte zunächst als Gesandter in Kuba, Mexiko und Bolivien, ehe er von 1929 bis 1931 als Gesandter Panamas in Deutschland wirkte. Im Dezember 1929 erhielt Narciso Garay sein Beglaubigungsschreiben als Gesandter von Panama von Reichspräsident Paul von Hindenburg. Anwesend bei diesem Akt waren Reichsaußenminister Julius Curtius, Staatssekretär Carl von Schubert und der Chef des Protokolls Graf Franz von Tattenbach.
Narciso Garay wurde anschließend zum Rektor des Instituto Nacional in Panama und dann zunächst zum Botschafter seines Landes in Frankreich und später in England ernannt. Diese Positionen hatte er bis 1933 inne. Daraufhin kehrte er kurzzeitig an das Instituto Nacional zurück und wurde 1934 zum Kultusminister Panamas ernannt. Darüber hinaus wurde er Mitglied der Verhandlungskommission gegenüber den Vereinigten Staaten, die den Arias-Roosevelt-Vertrag von 1936 verhandelte (benannt nach den Präsidenten von Panama, Harmodio Arias Madrid, und den USA, Franklin D. Roosevelt), der Panama deutlich mehr Selbstbestimmungsrechte auf seinem Staatsgebiet und in der Kanalzone brachte.  Anschließend wurde er zum Minister für auswärtige Angelegenheiten sowie für Handel und Industrie ernannt, eine Position, die er bis 1939 innehatte. Von 1940 bis 1949 wirkte er wieder als Botschafter in Kolumbien und Costa Rica.
Neben verschiedenen Essays über panamaische Folklore schrieb Narciso Garay das in der Fachwelt vielbeachtete Werk Tradiciones y cantares de Panamá. Ensayo folklórico (Panamá und Brüssel 1930, „Traditionen und Lieder von Panama. Ein Essay über Folklore“).
Seine Kompositionen umfassen Kammermusik wie die Fuge für Streichquartett, die Sonate für Violine und Klavier, Klavierwerke wie die Suite antigua und Gesänge mit Klavierbegleitung wie Le chat, Le parfum impérissable oder Sous l'épais sycomore.